# Maria do Céu Antunes
Maria do Céu de Oliveira Antunes (até 2020, Albuquerque; Abrantes, 10 de Julho de 1970) é uma política portuguesa, tendo sido ministra da Agricultura no XXII Governo Constitucional e ministra da Agricultura e Alimentação no XXIII Governo Constitucional.
É licenciada em Bioquímica pela Faculdade de Ciências e Tecnologia da Universidade de Coimbra e pós-graduada em Gestão da Qualidade e Segurança Alimentar pelo Instituto Superior de Ciências da Saúde Egas Moniz.
Foi ministra da Agricultura e Alimentação no XXIII Governo Constitucional (2022-2024), ministra da Agricultura no XXII Governo Constitucional (2019-2022), Secretária de Estado do Desenvolvimento Regional no XXI Governo Constitucional de 18 de Fevereiro a 26 de Outubro de 2019 e Presidente da Câmara Municipal de Abrantes durante 9 anos (2009-2019), acumulando com o cargo de presidente do Conselho Intermunicipal da Comunidade Intermunicipal do Médio Tejo. Foi também vereadora da Câmara Municipal de Abrantes (2006-2009), sempre eleita pelo PS.

## Vida pessoal
Até 2020, era conhecida por Maria do Céu Albuquerque, o apelido do então marido, de quem se divorciou em 2020. Desde então, utiliza o nome Maria do Céu Antunes. Tem duas filhas desse casamento.

## Polémicas

### Câmara Municipal de Abrantes
Durante o seu mandato de 9 anos como Presidente da Câmara Municipal de Abrantes, Maria do Céu Antunes envolveu-se em controvérsias com o empresário na área da construção Jorge Ferreira Dias, por disputas de terrenos. Embora o litígio, que havia começado com o registo feito em 2006 pela Câmara Municipal de Abrantes, em seu nome, de um terreno registado pela empresa de Jorge Ferreira Dias, em 2000, remontasse aos tempos de Nelson Carvalho como presidente da Câmara Municipal de Abrantes, a Câmara Municipal de Abrantes, liderada por Maria do Céu Antunes, apesar de sucessivas promessas e de várias decisões judiciais que deram razão às pretensões de Jorge Ferreira Dias quanto à legítima propriedade do terreno, persistiu em sucessivos recursos como forma de tentar reverter as decisões judiciais. Jorge Ferreira Dias alega ter perdido a capacidade de assumir compromissos financeiros e bancários, ficando com dívidas acumuladas e chegando a empresa a ser declarada insolvente em 2013 - sendo o terreno restituído à massa insolvente da empresa de Jorge Ferreira Dias, já sem capacidade para promover os projetos imobiliários que pretendia desenvolver. Em outubro de 2012, Jorge Ferreira Dias invadiu a Câmara Municipal de Abrantes, ameaçando e ofendendo Maria do Céu Antunes, partindo copos e levantando mesas ao ar, o que resultou na condenação de Jorge Ferreira Dias e sujeição deste a perícias psiquiátricas no hospital. A Câmara Municipal de Abrantes, liderada por Maria do Céu Antunes, deixou também de emitir licenças de habitabilidade para outros projetos imobiliários promovidos pela empresa de Jorge Ferreira Dias e intentou ação judicial em 2018, alegando usucapião, para tentar reaver a posse do terreno, que tinha sido considerado pelas sucessivas instâncias judiciais como sendo propriedade de Jorge Ferreira Dias, mas a sentença do Tribunal de Santarém negou as alegações da Câmara Municipal, cuja argumentação, de acordo com o tribunal, «rasa a má-fé processual». Jorge Ferreira Dias e a massa insolvente da sua empresa interpuseram ação junto do Tribunal Administrativo e Fiscal de Leiria contra a Câmara Municipal de Abrantes, exigindo uma indemnização de seis milhões de euros por todos os prejuízos causados, mas o Tribunal, em 2019, absolveu a Câmara Municipal e negou o pedido de indemnização, sustentando a decisão em «inexistência de facto ilícito e culposo» por parte da Câmara Municipal.
Em 2013, a Câmara Municipal de Abrantes, liderada por Maria do Céu Antunes, adjudicou a aquisição de 30 oliveiras para uma escola do município, por cerca de 60 mil euros, a uma empresa propriedade do então presidente da Câmara Municipal de Proença-a-Nova, João Paulo Catarino, o que causou polémica na vereação da Câmara Municipal de Abrantes e na imprensa local. A Câmara Municipal de Abrantes alegou o «fundamento estratégico» e o «significado histórico» para justificar a decisão de adjudicação.

### Ministra da Agricultura
Em 2022, já ministra da Agricultura, arrendou uma casa no centro de Lisboa à Santa Casa da Misericórdia de Lisboa, com valor de renda social (900 euros) numa zona em que o preço médio da renda é de 2000 euros, tendo a Santa Casa da Misericórdia de Lisboa recusado a existência de qualquer desconto dado a Maria do Céu Antunes, que terá concorrido à habitação «como qualquer cidadão», apesar de o salário base como ministra ser 5000 euros por mês. Ainda em 2022, nomeou para o cargo de subdiretora-geral de Alimentação e Veterinária, em regime de substituição, Luísa Sá Gomes, uma jurista condenada a dois anos e três meses de pena suspensa em 2018 pelos crimes de abuso de poder, participação económica em negócio e falsificação de documento (um julgamento que foi mandado repetir pelo Tribunal da Relação de Lisboa, pelo que, à data da nomeação, Luísa Sá Gomes era arguida). O Ministério da Agricultura justificou a nomeação com a ausência de condenação de Luísa Sá Gomes à sanção de inibição do exercício de funções públicas. Luísa Sá Gomes acabou por apresentar a demissão do cargo em janeiro de 2023, após a divulgação da nomeação.
Em 2023, nomeou para o cargo de secretário de Estado da Agricultura, após a demissão de Rui Martinho por motivos de saúde, a então diretora regional de Agricultura e Pescas do Norte, Carla Alves, cujas contas se encontravam arrestadas no âmbito de uma investigação judicial envolvendo o marido, Américo Pereira, antigo presidente da Câmara Municipal de Vinhais. Maria do Céu Antunes alegou apenas ter sabido da situação das contas arrestadas a Carla Alves através da comunicação social, não lhe tendo Carla Alves comunicado qualquer impedimento à assunção de funções governativas. Carla Alves apresentou a demissão no dia seguinte ao da nomeação.
Durante o seu período de exercício de funções no Ministério da Agricultura, tem mantido um conflito institucional com a Confederação dos Agricultores de Portugal, que acusa Maria do Céu Antunes de sucessivas mentiras, promessas incumpridas, incompetência e falta de capacidade técnica para o cargo, sendo também criticada pela CAP devido a atrasos na atribuição de apoios financeiros aos agricultores e a decisões como a extinção das Direções Regionais de Agricultura e Pescas e respetiva integração nas Comissões de Coordenação e Desenvolvimento Regional ou a exclusão da Confederação dos Agricultores de Portugal das estruturas de acompanhamento do Plano de Execução da Política Agrícola Comum.